# Науково-дослідницька робота студентів у вищій школі
Науково-дослідницька робота студентів у вищій школі — науковий пошук студентів, який органічно поєднується з навчальним процесом у вищій школі. Характеризується різним ступенем та рівнями щодо глибини і складності. Його здійснюють студенти, які мають різний рівень знань, підготовки та дослідницькі можливості. В Україні елементи наукового пошуку використовують уже під час навчального процесу навіть у загальноосвітніх школах. Вимоги до наукового пошуку зростають у вищому навчальному закладі.
Види навчально-дослідної роботи студента: реферат, курсова робота (реферативна, дослідницька), дипломна робота (дипломний проект, дипломний твір), магістерська робота.
- Реферат — доповідь на певну тему, що передбачає огляд відповідних літературних та інших джерел або викладення змісту наукової роботи, книги, статті.

- Курсова робота — це робота на певну тему, яка передбачає опрацювання наукових, законодавчих, навчальних джерел, забезпечує їх об'єктивне викладення на основі відповідного аналізу та засвідчує суб'єктивний ступінь самостійності, уміння застосовувати здобуті знання та набуті навички, розвиває дослідницькі вміння та здібності.

- Дипломна робота — це спеціальна форма наукової роботи, яка передбачає опрацювання наукових, законодавчих, навчальних, архівних джерел, забезпечує їх об'єктивне викладення на основі відповідного аналізу та засвідчує суб'єктивний ступінь самостійності, має свої кваліфікаційні ознаки, яку виконує студент-випускник для отримання диплома (свідоцтва) про закінчення навчального закладу.

- Магістерська робота — післядипломна форма наукової роботи, яка передбачає опрацю-вання наукових, законодавчих, навчальних, архівних (у тому числі рукописних) джерел на вищому, в порівнянні з дипломною роботою, рівні, забезпечує об'єктивне викладення опрацьованого матеріалу на основі відповідного аналізу та засвідчує суб'єктивний ступінь самостійності, має свої кваліфікаційні ознаки.

Наукова робота студентів, що виконується поза навчальним часом, організується у вигляді:
- -  — участі студентів у виконанні досліджень з тематики держбюджетних та госпрозрахункових науково-дослідних робіт кафедр та наукових підрозділів вузів;
  -  — організації студентських наукових гуртків, студентських конструкторських, технологічних та інших бюро;
  -  — лекторської роботи з поширення знань у сфері науки, техніки, культури тощо.

Велику роль в організації наукової роботи студентів відіграють студентські наукові товариства — добровільні студентські об'єднання, що організуються у вищих навчальних закладах з метою залучення студентів до науково-дослідної роботи, поширення й узагальнення досвіду цієї роботи, підвищення якості підготовки та виховання майбутніх фахівців, здатних творчо застосовувати у практичній діяльності досягнення науково-технічного і культурного прогресу.